# 딥워터 허라이즌 폭발 사고

딥워터 허라이즌 폭발 사고(Deepwater Horizon explosion)는 2010년 4월 20일 미국 루이지애나주 멕시코만에 있는 딥워터 허라이즌의 석유 시추 시설이 폭발한 사고이다. 이 사고로 11명이 사망하고, 17명이 부상당했다.

## 개요
딥워터 허라이즌 호는 대한민국의 현대중공업에서 2001년 5억 6천만 달러에 건조한 121m x 78m 크기의 반잠수형 해양 굴착 시설이다. 세계에서 가장 큰 연안 시추 전문업체인 트랜스오션이 소유한 시설이며, BP에게 2013년까지 임대 중이었다. 8천 피트(2400 미터) 깊이의 해양에서 작업 가능하며 최대 시추 심도는 3만 피트(9100 미터)이다. 그리고 폭발 당시 수심 1500 미터에서 5600 미터까지 시추할 계획이었다.
2010년 4월 20일 오후 9시 56분 화재 발생이 보고되었다. 작업자와 공식 보고에 따르면 심해 유정 내부에서 고압의 메탄 가스가 급격하게 분출되어 시추관으로 뿜어져나왔으며, 이것이 폭발한 것이다. BOP는 기름과 가스 유출 발생시 이를 차단하는 4개의 장치를 갖추고 있다. 최후의 수단은 블라인드 쉐어램으로 수력을 이용한 2개의 날로 시추 파이프를 절단하고 영구적으로 유정을 절단하는 것이었다. 딥워터 허라이즌에는 126명이 탑승중이었으며 그중 79명은 트랜스오션 소속이고, 6명이 BP 소속, 41명이 피고용인이었다. 그중 115명이 탈출했다. 실종자 11명 중 9명은 플랫폼의 크루이고 2명은 엔지니어로, 폭발 당시 가까이에 있었으며 돌연한 폭발에 미처 대피하지 못했고, 3일간의 수색에도 불구하고 찾지 못하여 생존 가능 시간을 넘긴 시점에서 사망한 것으로 잠정 결론이 내려졌다. 불길은 플랫폼을 삼키고 고층 건물 높이 만큼이나 강력하게 치솟았다. 화재를 잡으려고 여러 대의 배를 동원하여 소방작업을 했으나 결국 2010년 4월 22일 오전에 딥워터 허라이즌호가 침몰한다.
BP는 아직 폭발의 원인을 공식 표명하지 않았으나, 미 국회 조사단에 의하면 캐머런 인터내셔널에서 만든 시추장치의 안전장치(Blowout Presenver)가 수압 누출과 배터리 고장으로 작동하지 않은 것으로 보인다고 한다.
멕시코만에서 폭발 사고가 있기 전에도 이미 딥워터 허라이즌호는 다수의 화재와 사고가 빈발했다. 시추 시설에서 화재가 나는 일은 종종 있는 일이지만, 플랫폼에서 시추 파이프가 빠져나가서 비상대피하는 일이 발생하거나, 문제가 발생할 경우 자동적으로 밸브를 잠그는 장치가 말썽이 있고, 심해 시추공의 시멘트 작업이 차질을 빚는 등의 심각한 사고를 이미 다수 겪고 있었다.